# かいじん百面相
「かいじん百面相」（かいじんひゃくめんそう）は、2015年4月〜5月に、NHKの音楽番組『みんなのうた』で放送された楽曲。作詞：松尾潔、作曲：松尾潔・田中直、編曲：田中直、歌：石丸幹二。